# Jack Duarte
Robert Jack Duarte Wallace (Ciudad de México, México, 7 de abril de 1986) es un actor y ex-cantante mexicano.
Jack Duarte comenzó su carrera musical en 2001 con la agrupación Magneto, firmada por la disquera Universal Music Latin Entertainment. Después de concluir relaciones con dicha disquera, Antonio Berumen (mánager) creó una disquera independiente, renombrando la agrupación como "M5". Gracias a este proyecto, Jack Duarte generó exposición en toda LatinoAmérica, compartiendo escenario con artistas internacionales y recibiendo un disco de oro en Bolivia y otro en Costa Rica. Como actor, el artista comenzó su carrera  con una pequeña participación especial en la telenovela Velo de novia (2003) después se integró permanentemente al elenco de Rebelde (2004), es hasta su papel en la telenovela Miss XV (2012) que alcanzó fama internacional, formando además parte del exitoso grupo Eme 15.
En 2014, con la terminación de la agrupación, anunció su retiro del mundo de la música para dedicarse a la actuación.

## Biografía
Robert Jack Duarte Wallace nació el 7 de abril de 1986 en la Ciudad de México, donde estudió en la escuela de actuación CasAzul, Argos Comunicación (2008-2011).
En 2003 realizó su debut como actor integrándose al elenco de la telenovela mexicana Velo de novia. En 2004 Pedro Damián lo invitó a formar parte del elenco de Rebelde donde interpretó a Tomás Goycolea.
En 2011 asistió a cástines para la telenovela Miss XV donde logró quedarse con el papel de Eddy Contreras. Jack se integró a la vez al grupo musical Eme 15.

## Filmografía

### Televisión
| Año       | Título                  | Papel                        | Notas                  |
| --------- | ----------------------- | ---------------------------- | ---------------------- |
| 2003      | Velo de novia           | Miembro de M5                | Participación especial |
| 2004-2006 | Rebelde                 | Tomás Goycolea               | Coprotagonista         |
| 2007      | Incógnito               | El mismo                     | Participación especial |
| 2012      | Miss XV                 | Eduardo "Eddy" Contreras     | Protagonista           |
| 2017      | La querida del Centauro | Alex                         | Participación especial |
| 2017-2018 | La hija pródiga         | Daniel "Dany" Mendoza Arenas | Recurrente             |
| 2018      | Ingobernable            | Freddie Crawford             | Recurrente             |
| 2021      | Luis Miguel             | Cris Valdés                  | Participación especial |
| 2022      | Now and Then            | Marcos (joven)               | Recurrente             |

## Discografía
Con Eme 15

### Álbumes de estudio
| Año  | Álbum                                     | Posicionamiento en listas | Posicionamiento en listas | Posicionamiento en listas | Certificaciones |
| Año  | Álbum                                     | COL                       | MÉX                       | ARG                       | Certificaciones |
| ---- | ----------------------------------------- | ------------------------- | ------------------------- | ------------------------- | --------------- |
| 2012 | Eme 15 - Lanzamiento: 26 de junio de 2012 | —                         | 1                         | —                         | - Platino - Oro |

### Álbumes en vivo
| Año  | Álbum                                                               | Posicionamiento en listas | Posicionamiento en listas | Posicionamiento en listas | Certificaciones |
| Año  | Álbum                                                               | COL                       | MÉX                       | ARG                       | Certificaciones |
| ---- | ------------------------------------------------------------------- | ------------------------- | ------------------------- | ------------------------- | --------------- |
| 2013 | Wonderland Live: Zona Preferente - Lanzamiento: 30 de abril de 2013 | —                         | —                         | —                         |                 |

### Sencillos
| 2012                                                          | «Wonderland»   | — | — | — | 10 | - Banda Eme 15 |
| 2012                                                          | «Solamente Tú» | — | — | — | —  | - Banda Eme 15 |
| 2013                                                          | «Diferente»    | — | — | — | —  | - Banda Eme 15 |
| «—» Indica que el sencillo no se posicionó en ese territorio. |                |   |   |   |    |                |

### Giras
- Wonderland (Tour)
- Miss XV (Tour)

## Premios y nominaciones

### Kids Choice Awards México
| Año  | Categoría                 | Trabajo | Resultado |
| ---- | ------------------------- | ------- | --------- |
| 2012 | Actor de Reparto Favorito | Miss XV | Ganador   |